# Marco Simoncelli
Marco Simoncelli (n. 20 ianuarie 1987, Cattolica, Emilia-Romagna, Italia – d. 23 octombrie 2011, Sepang District⁠(d), Selangor, Malaysia) a fost un pilot de motociclism. A concurat vreme de 10 ani în Road Racing World Championship Grand Prix în anii 2001-2011. A început la clasa 125 cc, apoi a trecut la clasa 250 cc (2006).
Marco Simoncelli s-a născut într-un oraș din provincia Rimini, Italia, însă a crescut și a copilărit în orașul Coriano, din aceeași provincie a Italiei. Este atras de motociclete încă de la 7 ani. Acesta a început să concureze cu mini-motociclete de curse chiar în Coriano, ca mai apoi la vârsta de 9 ani, să treacă la Campionatul Minimoto din Italia. Între 1999 și 2000 câștigă Campionatul Minimoto din Italia și ajunge finalist în 2000 la Campionatul European de Minimoto. În anul următor se mută în Campionatul Intern al Juniorilor clasa 125 cc, unde câștigă în primul lui an. În 2002 concurează și câștigă Campionatul European de Juniori 125 cc.
După un Campionat European în august 2002, Simoncelli își face apariția în primul lui Grand Prix, cu o motocicletă Matteoni, înlocuindu-l pe cehul Jaroslav Huleš, care concura acum la clasa 250 cc. Simoncelli, în prima sa cursă, a concurat cu o motocicletă Aprilia, purtând numărul 37 și terminând pe locul 27, la Brno (Cehia). În cursa următoare la Estoril (Portugalia), termină pe poziția a 13-a. Totuși, nu mai strânge nici măcar un singur punct până la final, terminând sezonul cu 3 puncte din 6 curse.
În 2003 a continuat cu echipa Matteoni, pe parcursul anului 2003. În acel an, concura cu numărul 58 (pe care îl considera numărul său norocos) pe motocicleta sa. În 6 curse, a reușit să strângă mai multe puncte, terminând pe poziția a 4-a Valencia (Spania) – ultima cursă a sezonului la clasa 125 cc.
În 2004 termină sezonul pe poziția a 11-a, câștigând cursa de la Jerez (Spania) pe primul loc, înaintea lui (pe atunci la clasa 125 cc) Casey Stoner. Până la finalul sezonului reușește să acumuleze 79 de puncte.
În 2005 atinge performanța de a termina sezonul pe poziția a 5-a, cu 177 de puncte.
În 2006 trece la clasa 250 cc, fiind primul pilot care reușește această performanță din primii 8 piloți și cu toate astea termină pe locul 11, acumulând 92 de puncte.
În 2007 continuă cu aceeași echipă (Matteoni). Sezonul 2007 era similar precedentului, terminând pe locul 10, fără a prinde podiumul.
În 2008 termină pe primul loc, cu 281 de puncte, pe 19 octombrie 2008, fiind deja pe locul 3, în cursa de la Sepang (Malaysia).
Pe 25 iunie 2009 deja era confirmată mutarea lui Simoncelli la clasa MOTO-GP (alăturându-se echipei – San Carlo Gresini Honda).
În 2010 termină anul pe locul al optulea, cel mai bun finish al său, în Portugalia, unde pierde la mică distanță în fața compatriotului său Andrea Dovizioso.
Anul 2011 avea să fie anul în care, pe data de 23 octombrie, Simoncelli avea să-și găsească sfârșitul. Italianul Marco Simoncelli (Honda) a căzut în turul doi al Marelui Premiu al Malaysiei la MotoGP și a rămas la pământ, fără cască. A încetat din viață la spital, unde fusese transportat cu elicopterul. După ce a căzut, Simoncelli a fost călcat de compatriotul său Valentino Rossi (Ducati) și de americanul Colin Edwards (Yamaha), acesta din urmă având un umăr dislocat. Simoncelli, în vârstă de 24 de ani, a fost scos cu ambulanța de pe pistă și a fost transportat la un spital cu elicopterul, unde a ajuns în stop cardiorespirator, iar după câteva minute a murit. Accidentul tragic vine la puțin peste un an după decesul unui alt pilot din motomondialul de viteză, pe circuitul din San Marino. Pe 5 septembrie 2010, japonezul Shoya Tomizawa pierduse controlul motocicletei și a fost izbit în plin de Alex de Angelis și Scott Redding. Shoya a suferit traume severe la craniu și la torace și a decedat în spital.
Valentino Rossi a ajutat la ridicarea motocicletei prietenului său în spatele sicriului, în timp ce logodnica lui Simoncelli, Kate, amintea versurile unui cântec al lui Don McLean, dedicat pictorului Vincent Van Gogh: “Avea numai calități, era perfect. Iar cei care sunt prea perfecți nu pot trăi printre noi, simpli muritori”. Ceremonia a fost transmisă pe un ecran uriaș pe circuitul Misano din apropiere, unde s-au aflat aproximativ 1000 de persoane.
Pe data de 3 noiembrie 2011, Circuitul Mondial de la Misano, anunță că se va numi de acum încolo “Circuitul Simoncelli”. În semn de omagiu, Jenson Button (pilot de Formula 1), îi dedică victoria lui Simoncelli de la 2011 Indian Grand Prix. În aceeași zi în care Simoncelli decedase, toate echipele din Seria A (Italia) au ținut un moment de reculegere în memoria sa.
1. 1 2  Marco Simoncelli, Find a Grave, accesat în 9 octombrie 2017
2. ↑   http://uk.eurosport.yahoo.com/news/gv-misano-renamed-honour-simoncelli-143505587.html Lipsește sau este vid: |title= (ajutor)
3. 1 2  Enciclopedia on line, accesat în 2 iunie 2021
4. 1 2  Q19768255
5. ↑   http://www.autosport.com/news/report.php/id/95629 Lipsește sau este vid: |title= (ajutor)
6. ↑   http://www.motorcyclenews.com/sport/motogp/2011/november/nov0311-rossi-speaks-about-simoncelli-crash-/ Lipsește sau este vid: |title= (ajutor)
7. ↑   http://www.bbc.co.uk/sport/0/motogp/15420350 Lipsește sau este vid: |title= (ajutor)